# Poecilimon luschani
Poecilimon luschani är en insektsart som beskrevs av Willy Adolf Theodor Ramme 1933. Poecilimon luschani ingår i släktet Poecilimon och familjen vårtbitare.

## Underarter
Arten delas in i följande underarter:
- P. l. luschani
- P. l. egrigozi